# 上贤梵安寺塔
梵安寺塔，位于山西省吕梁市文水县孝义镇上贤村，是中华人民共和国山西省文物保护单位之一。
2004年6月10日，授予山西省文物保护单位，是一座古建筑。2013年，升级为全国重点文物保护单位。